# Jonville-en-Woëvre
Jonville-en-Woëvre és un municipi francès situat al departament del Mosa i a la regió del Gran Est. L'any 2007 tenia 138 habitants.

## Demografia

### Població
El 2007 la població de fet de Jonville-en-Woëvre era de 138 persones. Hi havia 53 famílies, de les quals 12 eren unipersonals (4 homes vivint sols i 8 dones vivint soles), 12 parelles sense fills, 25 parelles amb fills i 4 famílies monoparentals amb fills.
La població ha evolucionat segons el següent gràfic:
Habitants censats

### Habitatges
El 2007 hi havia 75 habitatges, 53 eren l'habitatge principal de la família, 10 eren segones residències i 11 estaven desocupats. 71 eren cases i 4 eren apartaments. Dels 53 habitatges principals, 47 estaven ocupats pels seus propietaris, 5 estaven llogats i ocupats pels llogaters i 1 estava cedit a títol gratuït; 1 tenia una cambra, 2 en tenien dues, 7 en tenien tres, 8 en tenien quatre i 35 en tenien cinc o més. 48 habitatges disposaven pel capbaix d'una plaça de pàrquing. A 28 habitatges hi havia un automòbil i a 23 n'hi havia dos o més.

### Piràmide de població
La piràmide de població per edats i sexe el 2009 era:
| Homes | Edats   | Dones |
| ----- | ------- | ----- |
| 0     | 95 o +  | 0     |
| 0     | 90 a 94 | 0     |
| 0     | 85 a 89 | 0     |
| 0     | 80 a 84 | 0     |
| 0     | 75 a 79 | 0     |
| 8     | 70 a 74 | 4     |
| 4     | 65 a 69 | 0     |
| 4     | 60 a 64 | 8     |
| 0     | 55 a 59 | 8     |
| 0     | 50 a 54 | 0     |
| 4     | 45 a 49 | 4     |
| 4     | 40 a 44 | 0     |
| 12    | 35 a 39 | 4     |
| 0     | 30 a 34 | 4     |
| 4     | 25 a 29 | 4     |
| 8     | 20 a 24 | 4     |
| 0     | 15 a 19 | 0     |
| 8     | 10 a 14 | 16    |
| 4     | 5 a 9   | 8     |
| 0     | 0 a 4   | 0     |

## Economia
El 2007 la població en edat de treballar era de 90 persones, 63 eren actives i 27 eren inactives. De les 63 persones actives 59 estaven ocupades (35 homes i 24 dones) i 4 estaven aturades (1 home i 3 dones). De les 27 persones inactives 13 estaven jubilades, 8 estaven estudiant i 6 estaven classificades com a «altres inactius».

### Ingressos
El 2009 a Jonville-en-Woëvre hi havia 53 unitats fiscals que integraven 158 persones, la mediana anual d'ingressos fiscals per persona era de 14.329 €.

### Activitats econòmiques
Dels 3 establiments que hi havia el 2007, 1 era d'una empresa de serveis i 2 d'empreses classificades com a «altres activitats de serveis».
Dels 3 establiments de servei als particulars que hi havia el 2009, 1 era una perruqueria, 1 restaurant i 1 saló de bellesa.
L'any 2000 a Jonville-en-Woëvre hi havia 8 explotacions agrícoles que ocupaven un total de 640 hectàrees.

## Poblacions més properes
El següent diagrama mostra les poblacions més properes.